# Lijst van Filmmuziek Top 100 in 2023
Dit is een lijst van Filmmuziek Top 100 die werd uitgezonden op 10 maart 2023 op NPO Klassiek.
| Pos. | Componist                          | Filmtitel                                            |
| ---- | ---------------------------------- | ---------------------------------------------------- |
| 1    | Ennio Morricone                    | Once Upon a Time in the West                         |
| 2    | John Williams                      | Schindler's List                                     |
| 3    | Ennio Morricone                    | The Good, the Bad and the Ugly                       |
| 4    | Rogier van Otterloo                | Soldaat van Oranje                                   |
| 5    | John Williams                      | Star Wars Episode: I t/m IX                          |
| 6    | Hans Zimmer & Klaus Badelt         | Pirates of the Caribbean                             |
| 7    | Howard Shore                       | Lord of the Rings                                    |
| 8    | John Williams                      | Harry Potter 1 t/m 3                                 |
| 9    | Ludovico Einaudi                   | Intouchables                                         |
| 10   | Vangelis                           | 1492: Conquest of Paradise                           |
| 11   | Leonard Bernstein                  | West Side Story                                      |
| 12   | Nino Rota                          | The Godfather                                        |
| 13   | Yann Tiersen                       | Le Fabuleux Destin d'Amélie Poulain                  |
| 14   | Hans Zimmer                        | The Lion King                                        |
| 15   | Rogier van Otterloo                | Turks fruit                                          |
| 16   | Richard Rodgers                    | The Sound of Music                                   |
| 17   | John Williams                      | Indiana Jones                                        |
| 18   | Hans Zimmer                        | Gladiator                                            |
| 19   | Hans Zimmer                        | Interstellar                                         |
| 20   | John Williams                      | Jurassic Park                                        |
| 21   | John Barry                         | Out of Africa                                        |
| 22   | John Barry                         | Dances with Wolves                                   |
| 23   | Ennio Morricone                    | The Mission                                          |
| 24   | Henry Mancini                      | Pink Panther                                         |
| 25   | John Williams                      | E.T. the Extra-Terrestrial                           |
| 26   | Hans Zimmer                        | Inception                                            |
| 27   | Ennio Morricone                    | Once upon a time in America                          |
| 28   | James Horner                       | Titanic                                              |
| 29   | Mike Oldfield                      | The Exorcist (Tubular Bells)                         |
| 30   | Ramin Djawadi                      | Game of Thrones (serie)                              |
| 31   | Michael Nyman                      | The Piano                                            |
| 32   | Hans Zimmer                        | The Da Vinci Code                                    |
| 33   | John Williams                      | Jaws                                                 |
| 34   | Vangelis                           | Chariots of Fire                                     |
| 35   | Philip Glass                       | The Hours                                            |
| 36   | Michel Legrand & Francis Lai       | Les Uns et les Autres                                |
| 37   | Angelo Badalamenti                 | Twin Peaks (serie)                                   |
| 38   | Howard Shore                       | The Hobbit                                           |
| 39   | Mikis Theodorakis                  | Zorba the Greek                                      |
| 40   | John Lunn                          | Downton Abbey (serie)                                |
| 41   | Philip Glass                       | Koyaanisqatsi                                        |
| 42   | Monty Norman                       | Dr. No                                               |
| 43   | Andrew Lloyd Webber                | Jesus Christ Superstar                               |
| 44   | Michael Kamen                      | Band of Brothers (serie)                             |
| 45   | Alan Silvestri                     | Forrest Gump                                         |
| 46   | John Williams                      | Saving Private Ryan                                  |
| 47   | Ennio Morricone                    | My Name is Nobody                                    |
| 48   | James Horner                       | Braveheart                                           |
| 49   | Nacio Herb Brown & Arthur Freed    | Singin' in the Rain                                  |
| 50   | Eddie Vedder                       | Into the Wild                                        |
| 51   | Ryuichi Sakamoto                   | Merry Christmas, Mr. Lawrence                        |
| 52   | Jurre Haanstra                     | Baantjer (serie)                                     |
| 53   | Maurice Jarre                      | Doctor Zhivago                                       |
| 54   | Ry Cooder                          | Paris, Texas                                         |
| 55   | Miles Davis                        | Ascenseur pour l'échafaud                            |
| 56   | Nicola Piovani                     | La vita è bella                                      |
| 57   | Stanley Myers                      | The Deer Hunter                                      |
| 58   | Rachel Portman                     | Chocolat                                             |
| 59   | Alan Silvestri                     | Back to the Future                                   |
| 60   | Stefan Nilsson                     | As It Is in Heaven                                   |
| 61   | Ennio Morricone                    | Novecento                                            |
| 62   | Hans Zimmer                        | Pearl Harbor                                         |
| 63   | James Horner                       | Legends of the Fall                                  |
| 64   | Alexandre Desplat                  | Harry Potter and the Deathly Hallows, Pt. 1 en Pt. 2 |
| 65   | Nicholas Hooper                    | Harry Potter and the Half-Blood Prince               |
| 66   | Francis Lai                        | Love story                                           |
| 67   | Hans Zimmer                        | The Dark Knight Rises                                |
| 68   | Hans Zimmer                        | The Crown (Main Title)                               |
| 69   | Michael Giacchino                  | Up                                                   |
| 70   | Michel Legrand                     | Les Parapluies de Cherbourg                          |
| 71   | Ruud Bos                           | De Fabriek (serie)                                   |
| 72   | John Barry                         | On her Majesty's Secret Service                      |
| 73   | Richard Sherman & Robert Sherman   | Mary Poppins                                         |
| 74   | John Barry                         | Midnight Cowboy                                      |
| 75   | Hans Zimmer                        | Dune                                                 |
| 76   | Jerry Goldsmith                    | Star Trek: The Motion Picture                        |
| 77   | Ennio Morricone                    | Chi Mai (Professionel, Maddalena)                    |
| 78   | Dick Dale and The Del-Tones        | Pulp Fiction (Misirlou)                              |
| 79   | Gabriel Yared                      | The English Patient                                  |
| 80   | Alan Menken                        | Beauty and the Beast                                 |
| 81   | Trevor Jones                       | Last of the Mohicans                                 |
| 82   | Vangelis                           | Blade Runner                                         |
| 83   | Frederick Loewe                    | My fair Lady                                         |
| 84   | John Powell                        | How to Train Your Dragon                             |
| 85   | Thomas Newman                      | American Beauty                                      |
| 86   | Ennio Morricone                    | The Untouchables                                     |
| 87   | Alexandre Desplat                  | The King's Speech                                    |
| 88   | Harry Gregson-Williams             | Shrek                                                |
| 89   | Alexandre Desplat                  | The Grand Budapest Hotel                             |
| 90   | Lalo Schifrin                      | Mission: Impossible                                  |
| 91   | John Williams                      | Seven Years in Tibet                                 |
| 92   | Clint Mansell                      | Requiem for a dream                                  |
| 93   | John Williams                      | Home Alone                                           |
| 94   | Jan Mul                            | Fanfare                                              |
| 95   | Harold Arle                        | The Wizard of Oz                                     |
| 96   | James Horner                       | Avatar                                               |
| 97   | Malcolm Arnold & Kenneth J. Alford | The Bridge on the River Kwai                         |
| 98   | Anton Karas                        | The Third Man                                        |
| 99   | Hans Zimmer                        | The Last Samurai                                     |
| 100  | Danny Elfman                       | Batman                                               |

## Top 3 componisten
De componisten met de meeste noteringen:
| Componist       | Aantal |
| --------------- | ------ |
| Hans Zimmer     | 11     |
| John Williams   | 10     |
| Ennio Morricone | 8      |

2016 ·
2017 ·
2018 ·
2019 ·
2020 ·
2021 ·
2022 ·
2023 ·
2024 ·
2025